# Ramki
Ramki (ang. frames) – znaczniki, które pozwalają na wczytanie do strony w dokumencie HTML innych stron. Takie rozwiązanie ma pewne zalety (mniej danych do wczytania – menu wczytuje się tylko raz), ale i wady (nie można zapisać którejś z wczytanych stron do zakładek). Nie są obsługiwane w HTML 5 z wyjątkiem iframe.
Znaczniki ramek:
- <frameset> – tworzy główną strukturę strony zbudowanej na ramkach
- <frame> – używane wewnątrz <frameset>, pojedyncza ramka
- <noframes> – treść alternatywna, pokazywana, gdy przeglądarka nie obsługuje technologii ramek
- <iframe> – ramka lokalna (inline), nie wymaga użycia taga <frameset>